# Jardin monastique de Tusson
Le jardin monastique de Tusson, situé dans le village historique de Tusson dans le département de la Charente a été créé par le club Marpen.
En se basant sur le capitulaire De Villis du VIIIe siècle et sur le plan idéal de l'abbaye de Saint-Gall, le Club Marpen a réinventé l'ensemble des jardins médiévaux de l'abbaye.

## Historique
Le couvent des Dames  et le couvent des Hommes formaient un ensemble monastique de prieuré double, fondé en 1112 par Robert d'Arbrissel, et  dépendant de  l'ordre de Fontevraud. Déclaré bien national à la Révolution française, les prieurés furent supprimés et leurs biens vendus à des particuliers. Le village de Tusson à l'architecture remarquable fait l'objet depuis 1976 de restauration et de mise en valeur de son patrimoine. Le Club Marpen est la cheville ouvrière des opérations de restauration et de conservation du patrimoine du village. En 1995, il créa le Jardin monastique médiéval en s'appuyant sur des documents anciens comme les capitulaires carolingiens, Liber de cultura hortorum de Walafrid Strabon, Physica, sive Subtilitatum diversarum naturarum creaturarum libri novem, sive Liber simplicis medicinae d'Hildegarde de Bingen, le plan de l'abbaye de Saint-Gall, le Ménagier de Paris, L'origine des plantes cultivées et Les plantes cultivées au IXe siècle de Claude-Charles Mathon.
Le jardin de Tusson a obtenu en 2006 le label « jardin remarquable » mais ne figure plus dans la liste au 31 janvier 2016.

## Jardin monastique
La maison du patrimoine, musée aménagé dans un logis du XVIe siècle s'ouvre sur le  jardin monastique médiéval qui réunit 250 variétés de plantes. La composition de ce jardin s'efforce de représenter symboliquement le paradis perdu. Il est enclos dans des murs. Les protections sont en claies tressées de bois châtaignier.
Il se compose de quatre parties distinctes organisées selon une symbolique religieuse des formes, des chiffres et des matériaux  .

### Jardin des simples
C'est l'herbularium ou jardin des simples, réservé aux plantes médicinales. Son centre est marqué par une fontaine, symbole de la source des quatre fleuves du paradis.

### Jardin des senteurs
Traditionnellement réservé aux fleurs du culte marial, en particulier lys et roses.
Les banquettes de gazon invitent à la méditation, elles reprennent celles des jardins des enluminures.

### Verger-cimetière
Le verger était le lieu d'ensevelissement car symbole de félicité.

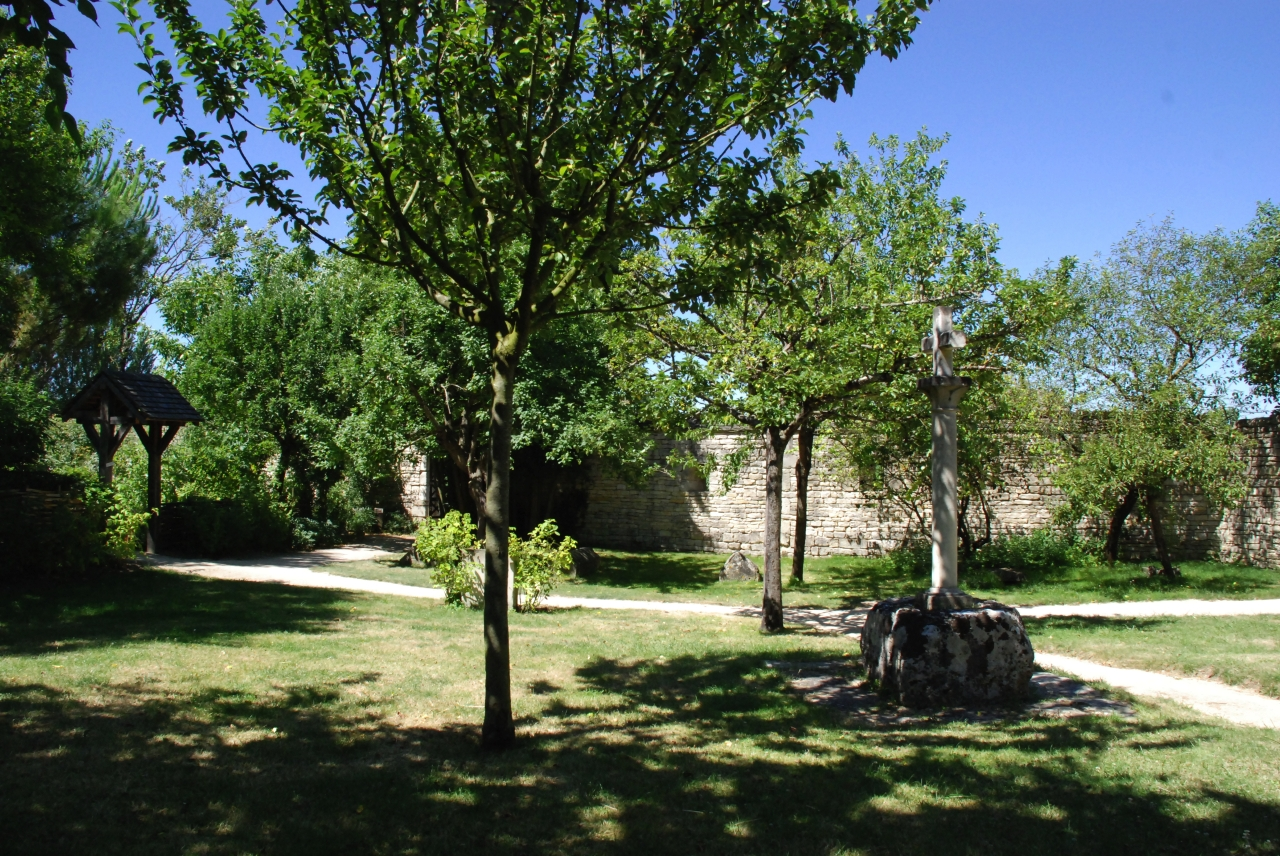
Le verger médiéval
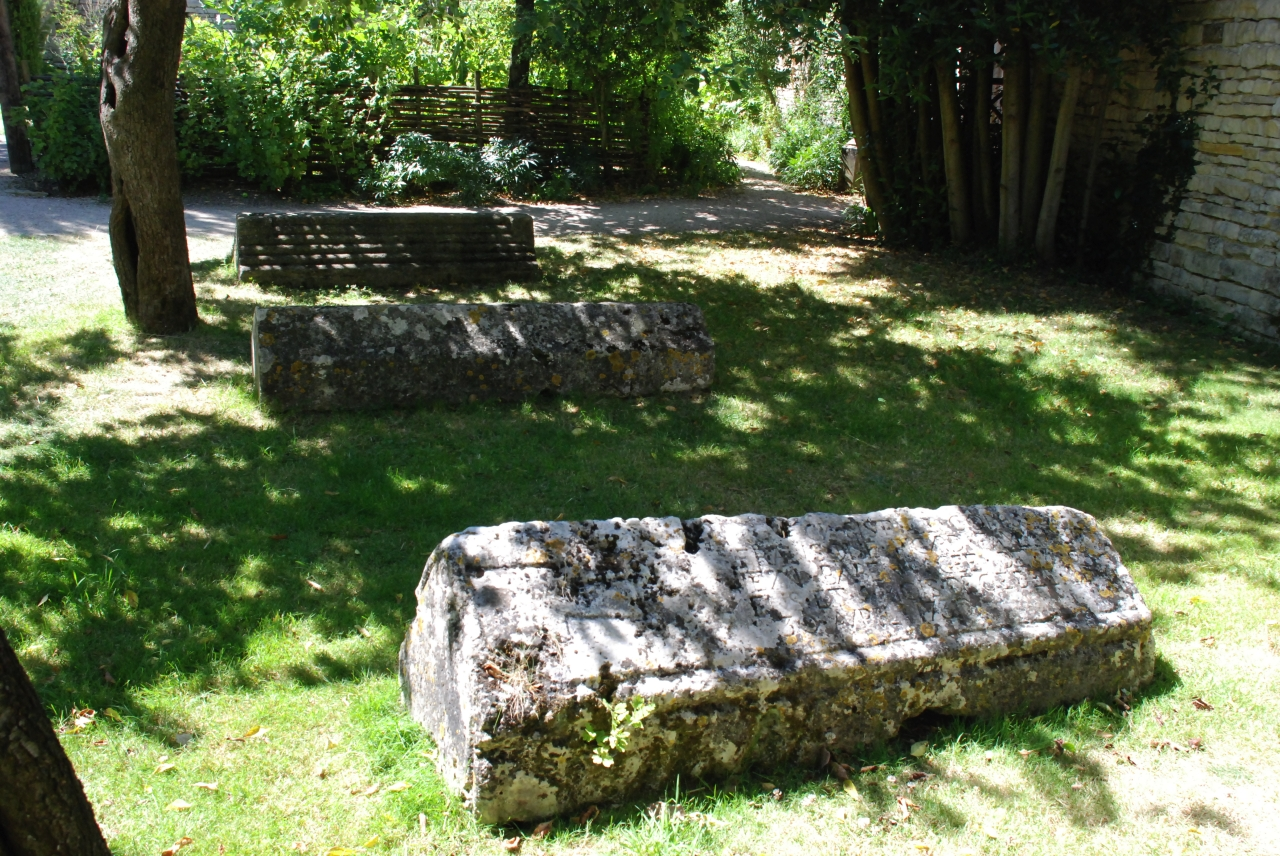
Sarcophages dans le verger médiéval

### Potager
Il est disposé en planches de cultures des herbes et des racines traditionnelles et inscrites dans l'hortulus du moine  Walafrid Strabon au XIe siècle.
150 variétés de tomates, une dizaine de variétés de cucurbitacées, et d'espaces céréaliers.

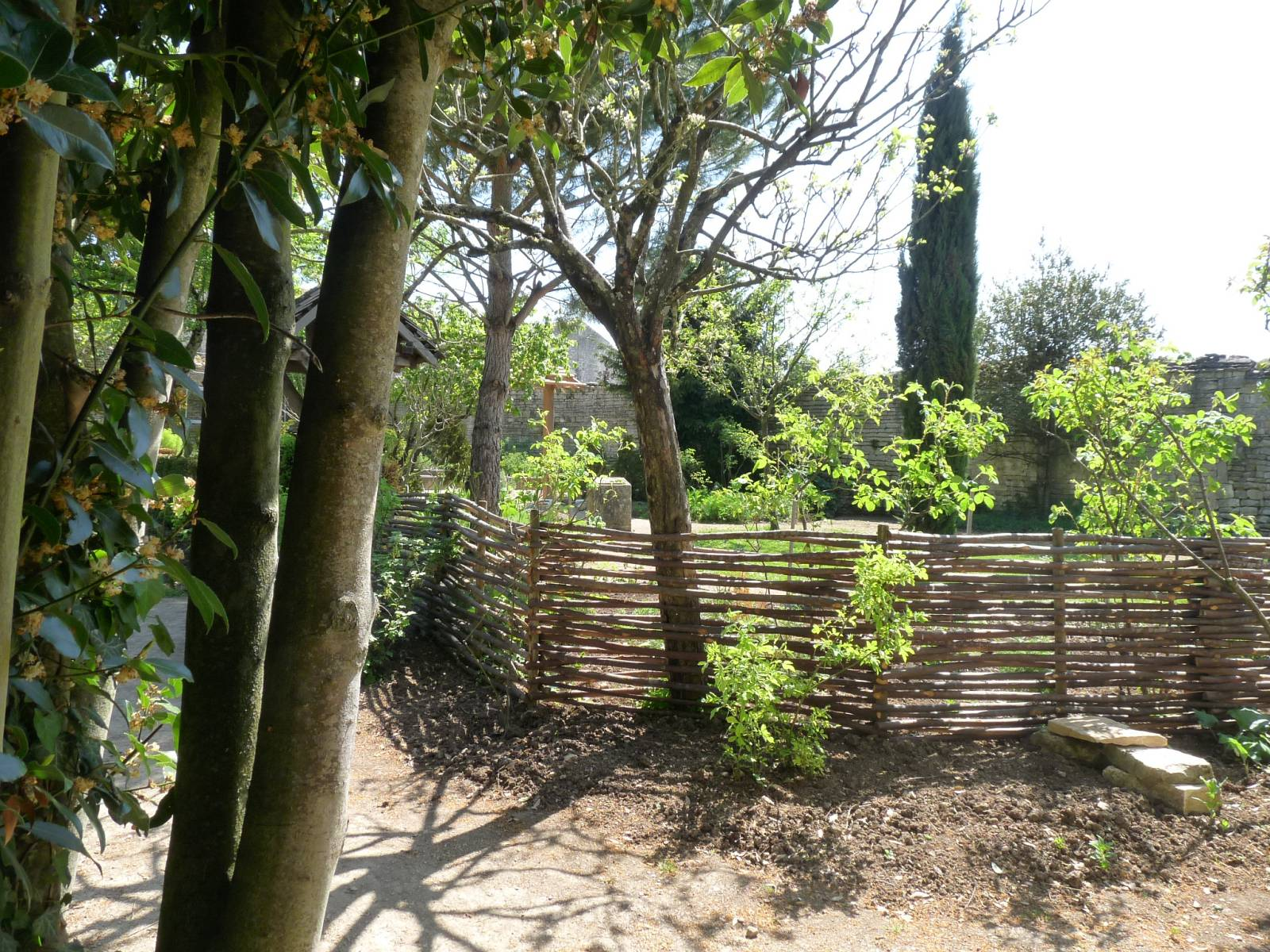
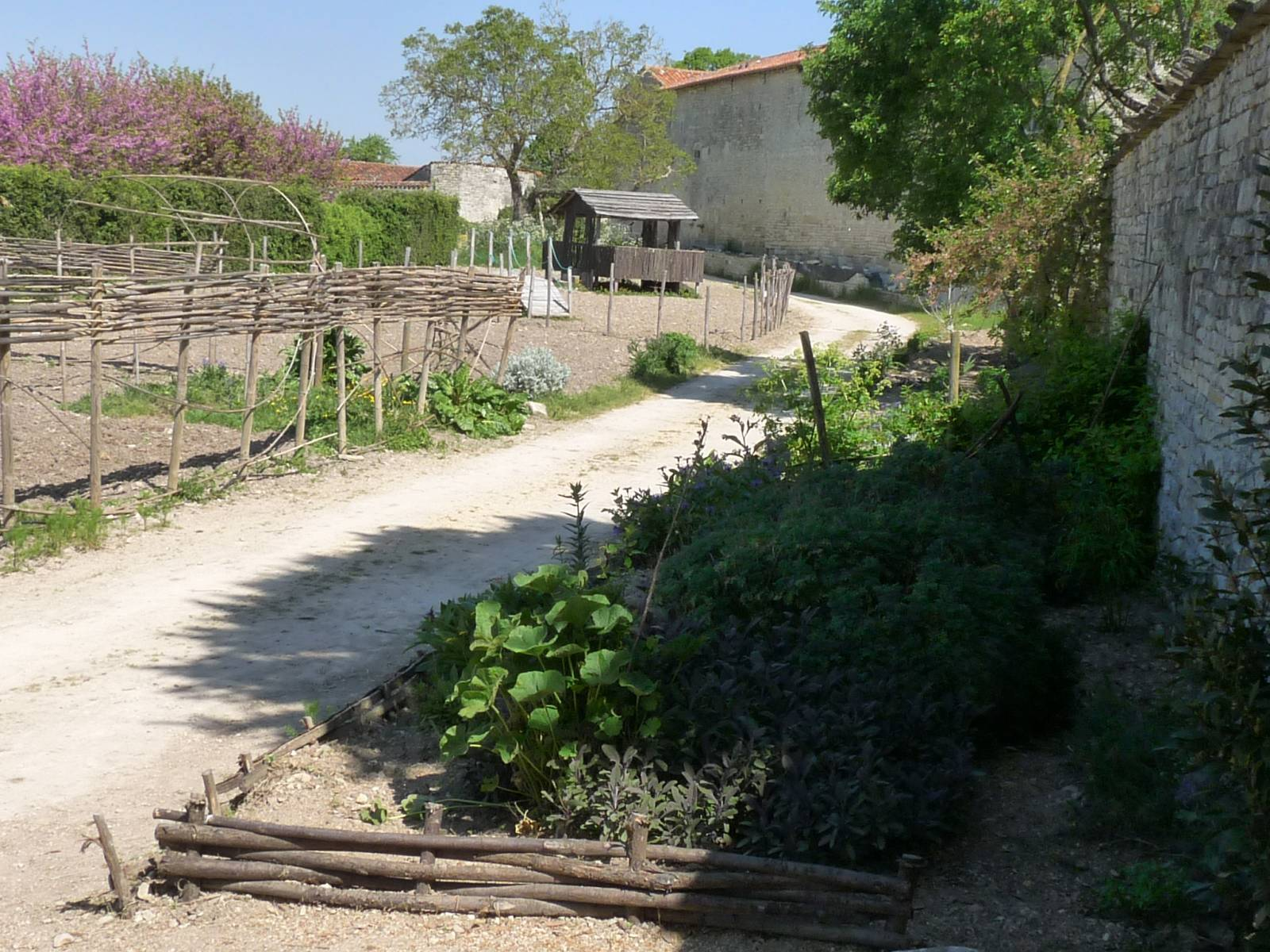

Le jardin monastique de Tusson fait partie du réseau des parcs et jardins du Pays Ruffécois.

## Flore du jardin

### Arbres, arbustes, arbrisseaux
- amandier,
- cerisier,
- cognassier,
- figuier,
- mûrier noir,
- néflier.
- noisetier,
- noyer,
- pêcher,
- pin pignon,
- poirier,
- pommier,
- prunier,
- sorbier domestique,
- Viorne tin (laurier-tin),

### Plantes aromatiques et médicinales
- sauge,
- sarriette,
- grande consoude,
- absinthe,
- tanaisie...

### Plantes d'ornement
- rosiers,
- ancolies,
- souci,
- œillets,
- lys,
- iris...